# F-E-D-A
F-E-D-A är en svensk-tjeckoslovakisk TV-teater i två delar från 1990, skriven och regisserad av Hans Abramson. I rollerna ses bland andra Göran Ragnerstam, Jessica Zandén och Henry Bronett.

## Rollista
- Göran Ragnerstam – Smetana
- Jessica Zandén – Fröjda
- Henry Bronett – Nissen
- Simona Postlerová – Katy
- Magdalena Reifová – Bettina
- Jirí Valsuba – Capek
- Bengt Bauler – Benecke
- Julie Juristová – Zofie
- Bohumil Vávra	– Wagner
- Martin Stropnicky – Liszt

## Om serien
Serien producerades av Lena Reimertz-Thelén och Petr Kubánek för Sveriges Television AB TV2 och Československá Televize. Musiken komponerades av Bedřich Smetana och serien fotades av Jan Osten. Den sändes i två 60-minutersavsnitt den 28 mars och 4 april 1990 i TV2.